# Jean-Claude Zylberstein
 (septembre 2023).
Pour les articles homonymes, voir Zylberstein.
Jean-Claude Zylberstein, né le 17 novembre 1938 dans le 9e arrondissement de Paris, est un avocat, journaliste et éditeur français.

## Jeunesse et éducation
Jean-Claude Zylberstein naît le 17 novembre 1938 dans le 9e arrondissement de Paris.
Né dans une famille de petits commerçants d’origine juive polonaise, il va, durant l’Occupation, être confié aux Lauverjon (qui seront ultérieurement reconnus comme « Justes parmi les Nations ») à Brunoy. C'est chez eux qu'il développe un goût marqué pour la lecture et le jazz dont les fils Lauverjon sont amateurs. Ses premières lectures sont classiques : Comtesse de Ségur, Jules Verne, Jack London, James-Olivier Curwood, Alexandre Dumas. En jazz il doit ses premiers enthousiasmes aux grands orchestres de Duke Ellington, Count Basie, Benny Goodman et Artie Shaw,.
Après une scolarité effectuée aux lycées Voltaire et Lakanal il obtient le PCB (certificat d'études physiques, chimiques et biologiques) puis s'oriente vers le Droit mais sa passion pour la lecture et le jazz l'entraine vers une activité de pigiste à Jazz Magazine et de dans l'édition.

## Carrière dans l'édition
Il édite avec Pierre Oster, aux éditions Tchou, les œuvres complètes de Jean Paulhan.C'est à cette occasion qu’il fait la connaissance de Guy Dumur, alors à la recherche d'un pigiste pour s’occuper d’une rubrique « romans policiers »au Nouvel Observateur. Tout en poursuivant ses collaborations épisodiques au Magazine littéraire, à France-Soir ou à Combat, il entre grâce à Guy Dumur au Nouvel Observateur en mai 1967. Là, outre les romans policiers, il assurera jusqu'en 1986, le plus souvent de façon anonyme (mais il reste dans l'ours du journal), la critique des disques de jazz. Ces activités lui ouvrent d'autres portes dans l'édition : d'abord lecteur chez Gallimard, il effectue ensuite un bref séjour aux Presses de la Cité qu'il quitte en 1970 pour reprendre - vivement encouragé par son beau-père le Professeur Bernard Halpern - ses études de droit, ayant découvert « sur le tas » les domaines - droit d'auteur et droit de la presse - dont il fera ses spécialités.[réf. nécessaire](cf. Who's Who in France 2024)

## Conseiller littéraire et Avocat
Avant même de s'inscrire au barreau de Paris, il a entamé une carrière de conseiller littéraire au Livre de poche entre 1970 à 1975 grâce à sa rencontre avec Bernard de Fallois, alors directeur du groupe livre chez Hachette, puis aux éditions Champ libre de 1973 à 1977 où il dirige la collection de science-fiction « Chute libre ». Lorsque Bernard de Fallois, ayant quitté Hachette en 1975, devient le directeur général des Presses de la Cité, il le suit pour s'occuper de littérature étrangère chez Julliard à partir de 1975 (il y fera notamment publier Italo Calvino, Primo Levi, Vladimir Nabokov et Joan Didion). Zylberstein y retrouve Christian Bourgois qu'il avait connu lors de son passage dans le groupe en 1968-1970. C'est chez 10/18 , alors dirigé par Bourgois, qu'il va créer en 1980 la collection " Domaine  étranger" où il publie des auteurs contemporains comme Jim Harrison, John Fante, Jorn Riel,    Primo Levi, Italo Calvino,Colum McCann, Timothy Findley et d'autres classiques comme Forster, Maugham, Wharton, Saki, Graham Greene,James Thurber, Benchley, Wodehouse, Henry James,etc. Puis en 1983 " Grands Détectives" où il popularise le "polar historique" avec Van Gulik et son Juge Ti, Ellis Peters et son Frère Cadfael, Marc Paillet et ses missi dominici du temps de Charlemagne, Anne de Leseleuc avec son Marcus Aper , Dominique Muller avec  Sauve-du-Mal le médecin de Louis XV, Anne Perry avec Monk et le couple Pitt et des contemporains comme Dashiell Hammett, William Irish, Alexander Mc Call Smith ou Arthur Upfield, Lilian Jackson Brown, Kemelman, etc
( cf. Article de Josiane Savigneau dans " L'Arche", juillet-août 2024)
Devenu avocat en 1973 il fait son stage au cabinet de Georges Kiejman et  deviendra membre de la branche française de l'ALAI et du comité scientifique de la revue Communication, commerce électronique. Il va plaider pour des créateurs tels Françoise Sagan, Daniel Buren, La succession de Jacques Brel, le duo Daft Punk, Claude Bolling, Barney   Wilen; des éditeurs: Orban, Plon, Fallois, La découverte, Phébus, Robert Laffont, Maurice Girodias; des personnalités: le roi Albert II de Belgique, l'Amiral de Gaulle, Ingrid Betancourt; des entreprises audiovisuelles: UGC D.A., la Procirep, l'Angoa.
En 1995 Bernard Fixot alors à la tête des Editions Robert Laffont demande à Zylberstein , qui a continué de gérer ses collections chez 10/18, de prendre la direction de la collection “ Pavillons consacrée à la  littérature étrangère. Il va y reprendre des ouvrages précédemment publiés chez Julliard: Nabokov et Primo Levi notamment. S’y ajouteront des inédits de Rigoni Stern, Margaret Atwood et Bret Easton Ellis ou Peter Acroyd. A partir de 2000 il fait venir à ses cotés son amie Maggie Doyle en vue du redéploiement de la collection.
En 2003 à l'invitation de François Gèze il crée aux Editions La Découverte deux autres collections. Dans " Culte Fiction" il reprend notamment des auteurs prématurément disparus du catalogue " Domaine étranger" comme Nancy Mitford ( ils y retourneront)
ou le fameux " Je hais les acteurs" de Ben Hecht. Avec " PulpFiction" il reprend au format
" omnibus" les enquêtes du Juge Ti de  Van Gulik en 4 volumes, celle du Rabbin Small de Harry Kemelman et consacre deux volumes à la saga des " Hommes-dieux" de Philip José Farmer. 
(Cf:www.imec.archives)
Par arrêté du 1er janvier 2007, il est promu commandeur dans l'ordre des Arts et des Lettres en sa qualité d'avocat à la cour d'appel de Paris et de directeur de collections littéraires.
En 2007, Zylberstein crée aux Éditions Tallandier une nouvelle collection au petit format « Texto » sous-titrée « Le goût de l'histoire » consacrée à des ouvrages  historiques avec la volonté de produire des livres qui conjuguent le divertissement avec la rigueur académique.
Il y inclura notamment la série " Témoin parmi les hommes" de Joseph Kessel,  plusieurs titres de Winston Churchill devenus introuvables comme " Mes jeunes années" et ses " Discours de guerre", le monumental livre d'Alexandre Werth " La Russie en guerre" , l'" Histoire de France" de Bainville, etc. Parallèlement, Zylberstein fait publier chez le même éditeur mais en grand format les Mémoires de guerre de Winston Churchill.
|Début 2009, Zylberstein a été promu commandeur de l'ordre national du Mérite par le ministre de la Culture et de la communication Christine Albanel. Les insignes de cette distinction lui ont été remis le 9 mars 2009 par Guy Canivet, membre du Conseil constitutionnel, Premier président de la Cour de cassation, dans les salons du Conseil.|date=septembre 2023}
La même année il entame une collaboration avec les Editions Les Belles Lettres où il va créer successivement trois collections: " Le goût des idées"( essais d'auteurs tels Koestler, Aron, Russell, Steiner , cf. Le site de l'éditeur), " Domaine étranger" ( même inspiration que chez 10/18; id.) et enfin " Le Goût de l'Histoire" (ouvrages majeurs devenus introuvables de Bernard Fall, Jan T.Gross, Ernie  Pyle, Peter Heather, Garcilaso de la Vega, Andersen, Pryce-Jones,etc)
(Cf.www.lesbelleslettres.com)
Il est promu commandeur de la Légion d'honneur le 13 juillet 2014.
Par décret du 23 novembre 2022 Jean-Claude Zylberstein est élevé à la dignité de Grand officier dans l'ordre national du Mérite. Les insignes de cette distinction lui ont été remis le 9 mai 2023 par Xavier Darcos, de l'Académie française, chancelier de l'Institut.

## Hommages et distinctions
- Commandeur de la Légion d'honneur (2014)[8],[10] ; officier (2000).
- Grand officier de l'ordre national du Mérite (décret du 23 novembre 2022 portant élévation)[9] ; commandeur (2008)[11] ; officier (1995)[12] ; chevalier (1987).
- Commandeur de l'ordre des Arts et des Lettres (2007)[13].

## Publications
- L'Intégration à la française., Union Generale d'Editions, 1993 (ISBN 978-2-264-01951-6 et 2-264-01951-4, OCLC 28390518).
- Impr. Bussière, Rapport de la Commission d'enquête sur l'état des connaissances scientifiques et les actions menées à l'égard de la transmission du SIDA au cours des dix dernières années en France et à l'étranger., Union générale d'éd, 1993 (ISBN 978-2-264-01950-9 et 2-264-01950-6, OCLC 467953008).
- avec Alain Barenboom, Traité de Maastricht, mode d'emploi : précédé de commentaire sur le Traité de Maastriccht et suivi du Traité de Rome, UGE 10/18, 1992 (ISBN 978-2-264-01812-0 et 2-264-01812-7, OCLC 26864906).
- Jean-Claude Zylberstein, Jean Paulhan et ses environs. Jean Paulhan jugé par ses pairs., Claire Paulhan Editions, 2018 (ISBN 978-2-912222-59-6 et 2-912222-59-1, OCLC 1018468513, lire en ligne).
- Jean-Claude Zylberstein, Souvenirs d'un chasseur de trésors littéraires, Paris, Allary Editions, 2018, 454 pages ; rééd. Christian Bourgois, coll. Titres, Paris, 2022, 446 p.  (ISBN 978-2-267-04544-4)

## Sources
- Claude Mesplède (dir.), Dictionnaire des littératures policières, vol. 2 : J - Z, Nantes, Joseph K, coll. « Temps noir », 2007, 1086 p. (ISBN 978-2-910-68645-1, OCLC 315873361).
- Jean Tulard, Dictionnaire du roman policier, Fayard, 2005.
- Site de l’Institut pour la Mémoire de l’Edition Contemporaine